# Мирко и Славко
Мирко и Славко је први југословенски високотиражни домаћи стрип о два дечака, партизанска курира, Мирку и Славку, који је излазио у едицији Никад робом издавачке куће Дечје новине из Горњег Милановца. Главни аутор „Мирка и Славка“ је био цртач Десимир Жижовић Буин, уз бројне сараднике. По стрипу је снимљен и истоимени дугометражни филм у режији Бранимира Торија Јанковића. Сматра се да је овај стрип створио стрип тржиште и културу у Југославији, који ће на крају бити потиснут од увозних стрипова.

## Историја
Југословенска народна армија оптужила је дотадашње стрипове за „антипатриотизам“, те је преко својих званичних новина упутила јавни позив за стрип који ће се бавити темама везаним за народноослободилачку борбу. Убрзо након тога, у издању Дечјих новина, појавио се стрип Мирко и Славко који ће касније бити назван „првим комунистичким блокбастером“. Стрип о дечацима-партизанима који се боре против „наивних и глупих Немаца“ убрзо је достигао тираж од око 200.000 примерака, након чега су се појавили и други стрипови који су се бавили тематиком везаном за догађаје из даље или ближе националне историје. Стрип Мирко и Славко био је толико популаран да издавач није могао да нађе довољно цртача како би задовољио захтеве публике.
Творац и главни цртач стрипа, Десимир Жижовић Буин, све је теже постизао да подмири захтеве масовне продукције, па му у помоћ између осталих прискачу и Живорад Атанацковић, Бранко Плавшић, Никола Митровић Кокан и Ратомир Петровић. Према Кокановим речима, помоћни цртачи радили су огромну већину посла — позадину и све споредне ликове, док је Буин у кадрове доцртавао само ликове Мирка и Славка. О огромној популарности стрипа сведочи и податак да је то једини стрип на простору некадашње СФРЈ по коме је снимљен филм. . Стрип је стекао велику популарност, а издавач „Дечје новине" из Горњег Милановца убрзо је ангажова велики број илустратора како би одговорили захтеву тржишта. Мирко и Славко су на врхунцу славе имали тираж од чак 600.000 примерака по епизоди у земљи која је тада бројала 20 милиона становника. О Мирку и Славко издаване су књиге, снимљен је филм, на школским торбама, перницама, омотима свезака штампани су њихови ликови - изграђена је читава мала индустрија са овим илустрованим ликовима, док су мушка деца често по њима добијала имена. 
Популарност стрипа почела је да опада почетком '70-их година XX века.

## Кампања против стрипа
Критичарка стрипа Вера Шћепановић сматра да је једноставност и непобедивост главних јунака убрзо доведена до апсурда. Људи су се приватно шалили како су Мирко и Славко сами побили више Немаца него што их је икад прешло југословенску границу.
Дијалог „Мирко, пази метак!“, након чега се Мирко баца у заклон и одговара „Хвала, Славко! Спасио си ми живот!“, је широко познат у бившој Југославији, где се често цитира као симбол наивности стрипа и пропаганде у истом. Иако често цитиране, те реченице нису присутне ни у једном издању стрипа и представљају урбану легенду.
Смиљка Васић, виши стручни сарадник Института за фонетику и патологију говора САНУ, сматра да је стрип „добар покушај“, али да је „штета само што се тој теми није пришло још студиозније, и ликовно и текстуално“.
Сликар и илустратор Радомир Стевић-Рас каже да су Мирко и Славко пропуштена прилика да се створи добар домаћи стрип из области народноослободилачке борбе: „'Мирко и Славко' би могао да буде наш добар стрип, али за то је потребан тимски рад: сценариста, илустратора, драматурга. Јер, у стрипу је све важно: и цртежи и слово и срце, дијалог…“

## У популарној култури
- Песма Америка и Енглеска (биће земља пролетерска) Рамба Амадеуса (на којој гостују Бора Ђорђевић и Мица Трофртаљка) почиње дијалогом: „Пази Мирко, метак!“ „Хвала ти, Славко! Спасио си ми живот!“.[4]
- Песма  групе Monteniggers почиње стиховима: „Почетак! Пази Мирко метак! До сад је погађô, али ти си изузетак.“[5]

## Списак епизода
| Епизода                    | Никад робом, бр. | Изашао* | Цртао                             |
| -------------------------- | ---------------- | ------- | --------------------------------- |
| Никад робом                | 1                | 1963    | Д. Жижовић-Буин                   |
| Земуница у планини         | 2                | 1963    | В. Жарић - Буин                   |
|                            |                  |         |                                   |
| Окршај у ноћи              | 6                | 1964    | Ж. Вукосављевић – Д. Жижовић-Буин |
| Збег                       | 10               | 1964    | Д. Жижовић-Буин                   |
| Сваки десети               | 13               | 1964    | Ж. Вукосављевић – Д. Жижовић-Буин |
|                            |                  |         |                                   |
| Неко је ухода              | 25               | 1965    | Ж. Вукосављевић – Д. Жижовић-Буин |
| Крај непријатељских стража | 31               | 1965    | М. Нићић – Д. Жижовић-Буин        |
|                            |                  |         |                                   |
| Бржи од смрти              | 34               | 1966    | Ж. Вукосављевић – Д. Жижовић-Буин |
| Четврти обруч              | 49               | 1966    | М. Нићић - Д. Жижовић-Буин        |
| Три храбра друга           | 56               | 1966    | М. Нићић - Д. Жижовић-Буин        |
| Битка за време             | 67               | 1966    | М. Нићић – Д. Жижовић-Буин        |
| Под планином               | 74               | 1966    | М. Тодоровић - Д. Жижовић-Буин    |
|                            |                  |         |                                   |
| На осматрачници            | 91               | 1967    | М. Тодоровић - Д. Жижовић-Буин    |
| Два храбра дечака          | ВАНРЕДНИ БРОЈ I  | 1967    | М. Тодоровић – Д. Жижовић-Буин    |
| Пут до слободе             | ВАНРЕДНИ БРОЈ II | 1967    | М. Тодоровић – Д. Жижовић-Буин    |
| Ратна жетва                | 113              | 1967    | М. Тодоровић – Д. Жижовић-Буин    |
| Партизански воз            | 114              | 1967    | М. Тодоровић – Д. Жижовић-Буин    |
| На тајном задатку          | 115              | 1967    | М. Тодоровић – Д. Жижовић-Буин    |
| Против тенкова             | 122              | 1967    | М. Тодоровић – Д. Жижовић-Буин    |
| Изгубљени дечак            | 127              | 1967    | М. Тодоровић – Д. Жижовић-Буин    |
|                            |                  |         |                                   |
| После битке                | 135              | 1968    | М. Тодоровић – Д. Жижовић-Буин    |
| Храбри митраљесци          | 138              | 1968    | М. Тодоровић – Д. Жижовић-Буин    |
| Партизанска мајка          | 143              | 1968    | М. Тодоровић – Д. Жижовић-Буин    |
| Опкољени                   | 147              | 1968    | М. Тодоровић – Д. Жижовић-Буин    |
| Страже на обалама          | 152              | 1968    | М. Тодоровић – Д. Жижовић-Буин    |
| Последња бомба             | 155              | 1968    | М. Тодоровић – Д. Жижовић-Буин    |
| Тајна порука               | 156              | 1968    | М. Тодоровић – Д. Жижовић-Буин    |
| У плавим висинама          | 157              | 1968    | М. Тодоровић – Д. Жижовић-Буин    |
| Заробљени официр           | 159              | 1968    | М. Тодоровић – Д. Жижовић-Буин    |
| Оружје за одред            | 161              | 1968    | М. Тодоровић – Д. Жижовић-Буин    |
| У клисури                  | 163              | 1968    | М. Тодоровић – Д. Жижовић-Буин    |
| Фабрика оружја             | 166              | 1968    | М. Тодоровић – Д. Жижовић-Буин    |
| Стари град                 | 168              | 1968    | М. Тодоровић – Д. Жижовић-Буин    |
| Најдража књига             | 170              | 1968    | М. Тодоровић – Д. Жижовић-Буин    |
| Верни пас Вучко            | 172              | 1968    | М. Тодоровић – Д. Жижовић-Буин    |
| Телефонисти                | 174              | 1968    | М. Тодоровић – Д. Жижовић-Буин    |
| Осматрачи                  | 177              | 1968    | М. Тодоровић – Д. Жижовић-Буин    |
| Обрачун на прузи           | 180              | 1968    | М. Тодоровић – Д. Жижовић-Буин    |
|                            |                  |         |                                   |
| Прелаз преко реке          | 184              | 1969    | М. Тодоровић – Д. Жижовић-Буин    |
| На маршу                   | 185              | 1969    | М. Тодоровић – Д. Жижовић-Буин    |
| Пут у планину              | 186              | 1969    | М. Тодоровић – Д. Жижовић-Буин    |
| Помоћ је стигла            | 187              | 1969    | Д. Томић – Д. Жижовић-Буин        |
| На усамљеном вису          | 193              | 1969    | Д. Жижовић-Буин                   |
| Лекар из града             | 195              | 1969    | Д. Томић – Д. Жижовић-Буин        |
| Те мрачне ноћи             | 196              | 1969    | Д. Томић – Д. Жижовић-Буин        |
| Помоћ другу                | 197              | 1969    | Д. Томић – Д. Жижовић-Буин        |
| На магистрали              | 198              | 1969    | Д. Томић – Д. Жижовић-Буин        |
| Заробљена учитељица        | 198/II           | 1969    | Д. Жижовић-Буин                   |
| Кроз подземне пролазе      | 199              | 1969    | Д. Томић – Д. Жижовић-Буин        |
| Специјални курир           | 200              | 1969    | Д. Томић – Д. Жижовић-Буин        |
| У претходници              | 201              | 1969    | Д. Томић – Д. Жижовић-Буин        |
| Тачно у 16 и 30            | 202              | 1969    | Д. Томић – Д. Жижовић-Буин        |
| Као никад                  | 203              | 1969    | Д. Томић – Д. Жижовић-Буин        |
| У митраљеском гнезду       | 205              | 1969    | Д. Томић – Д. Жижовић-Буин        |
| Храбра курирка             | 206              | 1969    | Д. Томић – Д. Жижовић-Буин        |
| Партизанска школа          | 207              | 1969    | Д. Томић – Д. Жижовић-Буин        |
| Акција спасавања           | 208              | 1969    | Д. Томић – Д. Жижовић-Буин        |
| Ловци на мине              | 211              | 1969    | Д. Томић – Д. Жижовић-Буин        |
| У задњем часу              | 212              | 1969    | Д. Томић – Д. Жижовић-Буин        |
| Драма у возу               | 215              | 1969    | Д. Томић – Д. Жижовић-Буин        |
| Акција на углу             | 216              | 1969    | Д. Томић – Д. Жижовић-Буин        |
| Бомба у ташни              | 220              | 1969    | Д. Томић – Д. Жижовић-Буин        |
| Верни стражар              | 221              | 1969    | Д. Томић – Д. Жижовић-Буин        |
| Рањени командант           | 223              | 1969    | Д. Томић – Д. Жижовић-Буин        |
| Мали диверзанти            | 224              | 1969    | Д. Томић – Д. Жижовић-Буин        |
| Брза порука                | 226              | 1969    | Д. Томић – Д. Жижовић-Буин        |
| На леђима непријатеља      | 227              | 1969    | Д. Томић – Д. Жижовић-Буин        |
| Јунаци бране град          | 228              | 1969    | Д. Томић – Д. Жижовић-Буин        |
| Велики подухват            | 230              | 1969    | Д. Томић – Д. Жижовић-Буин        |
| За свој одред              | 231              | 1969    | Д. Томић – Д. Жижовић-Буин        |
| На згаришту                | 233              | 1969    | Д. Томић – Д. Жижовић-Буин        |
| Бранићемо град             | 301              | .       | Д. Жижовић-Буин                   |
| Листа смрти                | 488 / 22         | 1974    |                                   |